# Липтовска-Тепличка
Липтовска-Тепличка (словац. Liptovská Teplička) — село и одноимённая община в районе Попрад Прешовского края Словакии. В письменных источниках начинает упоминаться с 1634 года.

## География
Село расположено в западной части края, у подножия Низких Татр, на берегах ручья Тепличка (левый приток Чьерни-Вага), при автодороге 3074. Абсолютная высота — 905 метров над уровнем моря. Площадь муниципалитета составляет 98,45 км².

## Население
По данным последней официальной переписи 2021 года, численность населения Липтовска-Теплички составляла 2405 человек.
Динамика численности населения общины по годам:
| Год:                | 1994 | 2004    | 2014    | 2024    |
| ------------------- | ---- | ------- | ------- | ------- |
| Количество человек: | 2180 | 2293    | 2434    | 2362    |
| Разница:            |      | +5,18 % | +6,14 % | −2,95 % |

Национальный состав населения (по данным переписи населения 2011 года):
| Национальность | Численность, человек |
| -------------- | -------------------- |
| словаки        | 2221                 |
| цыгане         | 52                   |
| поляки         | 2                    |
| чехи           | 1                    |
| не указана     | 136                  |
| всего          | 2412                 |

По данным переписи 2021 года, в конфессиональном составе населения преобладали католики (92,6 %), также были представлены греко-католики (0,5 %), кальвинисты (0,3 %) и др. 3,2 % населения деревни составляли атеисты.